# Остання плівка
«Остання плівка» (кхмер. ដុំហ្វីលចុងក្រោយ) — камбоджійський драматичний фільм, знятий Кулікаром Созо. Світова прем'єра стрічки відбулась 26 жовтня 2014 року на Токійському міжнародному кінофестивалі. Фільм був висунитий Перу на премію «Оскар-2016» у номінації «найкращий фільм іноземною мовою».

## У ролях
- Моні — Весна
- Роус Моні — Весна
- Ма Рінет — Софаун
- Дай Савет — Срей Мом
- Ган Софі — полковник Бора
- Сок Сотун — Вічеа

## Визнання
| Нагороди та номінації фільму «Остання плівка» | Нагороди та номінації фільму «Остання плівка» | Нагороди та номінації фільму «Остання плівка» | Нагороди та номінації фільму «Остання плівка» | Нагороди та номінації фільму «Остання плівка» | Нагороди та номінації фільму «Остання плівка» |
| Рік                                           | Нагорода                                      | Категорія                                     | Номінант                                      | Результат                                     |                                               |
| --------------------------------------------- | --------------------------------------------- | --------------------------------------------- | --------------------------------------------- | --------------------------------------------- | --------------------------------------------- |
| 2014                                          | Токійський міжнародний кінофестиваль          | Найкращий фільм                               | «Остання плівка»                              | Номінація                                     |                                               |
| 2015                                          | Міжнародний кінофестиваль АСЕАН               | Найкраща чоловіча роль другого плану          | Сок Сотун                                     | Перемога                                      |                                               |
| 2015                                          | Міжнародний кінофестиваль АСЕАН               | Найкраща жіноча роль другого плану            | Дай Савет                                     | Номінація                                     |                                               |
| 2015                                          | Міжнародний кінофестиваль АСЕАН               | Найкращий монтаж                              | Кеті Флексмен                                 | Номінація                                     |                                               |
| 2015                                          | Кінофестиваль Далекого Сходу в Удіне          | Приз глядацької аудиторії                     | «Остання плівка»                              | Перемога                                      |                                               |